# Új köztemető
Der Új köztemető (deutsch ‚Neuer allgemeiner Friedhof‘)  ist neben dem Kerepesi temető einer der beiden Hauptfriedhöfe der ungarischen Hauptstadt Budapest und liegt etwas außerhalb des Zentrums in der Kozma út 8, im X. Bezirk (Kőbánya).

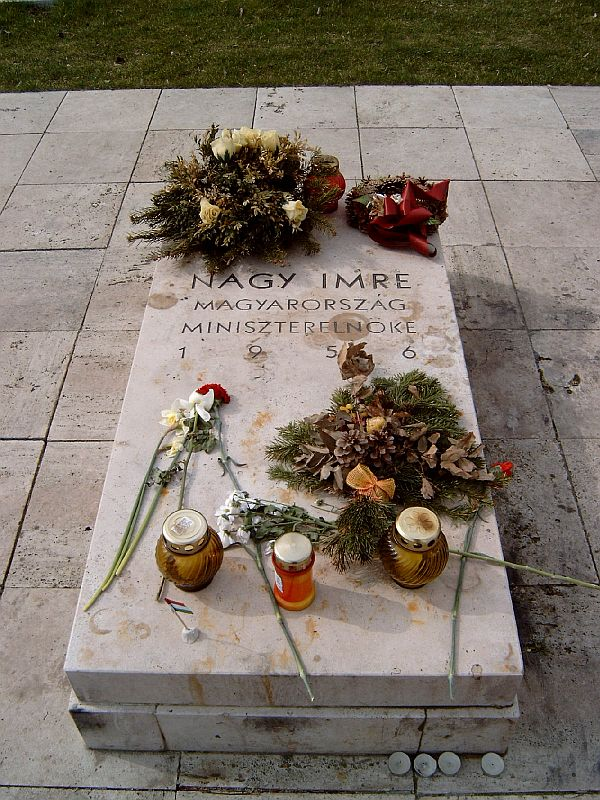
Imre Nagy, Ministerpräsident und Nationalheld

Auf ihm fanden Persönlichkeiten der ungarischen Geschichte wie unter anderem Imre Nagy ihre letzte Ruhestätte.
Nach 1956 wurden Imre Nagy und seine Mitstreiter nach dem misslungenen Volksaufstand hingerichtet und in einem Gemeinschaftsgrab in der „Parzelle 301“ beerdigt. Am 16. Juni 1989, dem 31. Jahrestag der Hinrichtung von Imre Nagy, wurden er und seine Mitstreiter von der ungarischen Regierung rehabilitiert und in neu gestaltete Grabstätten auf dem Stadtfriedhof umgebettet. Auf Wunsch Nagys Tochter wurde ihr Vater jedoch nicht in ein anderes Grab verlegt, sondern wieder in der Parzelle 301 beerdigt.
Nördlich des Stadtfriedhofes schließen sich der Neue Jüdische Friedhof und der Orthodoxe Jüdische Friedhof (Kozma utca 6) an. Der Friedhof (seit 1893)  gibt  einen Eindruck von der Friedhofsgestaltung um die Jahrhundertwende. Dort findet man unter anderem das Mausoleum für Sándor Schmidl. Das im ungarischen Jugendstil errichtete Gebäude wurde von Ödön Lechner und Béla Lajta 1902/1903 entworfen. Typisch für die Stilrichtung ist unter anderem die Fassadenverkleidung mit den türkisfarbenen Fliesen. Auch die Blumenmuster, welche aus der ungarischen Volkskunst entlehnt wurden, zeugen davon.

## Soldatengräber

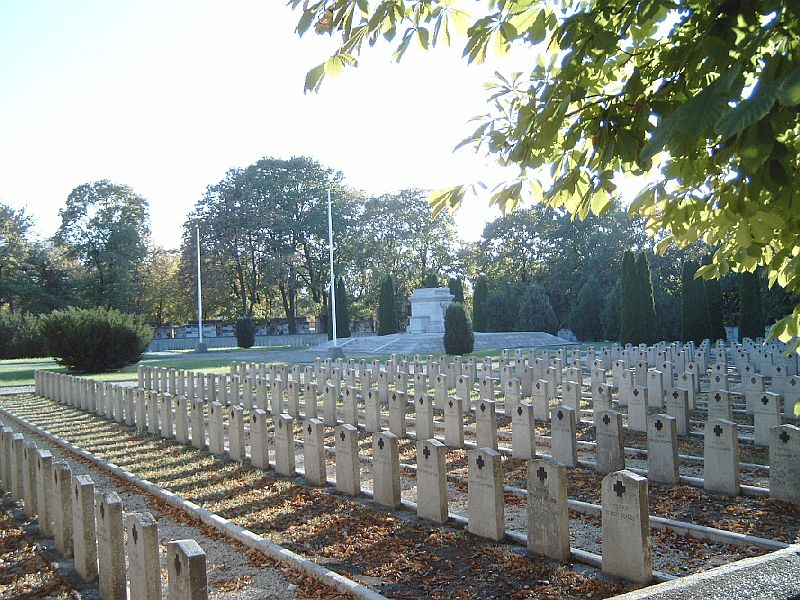
Italienische Soldatengräber
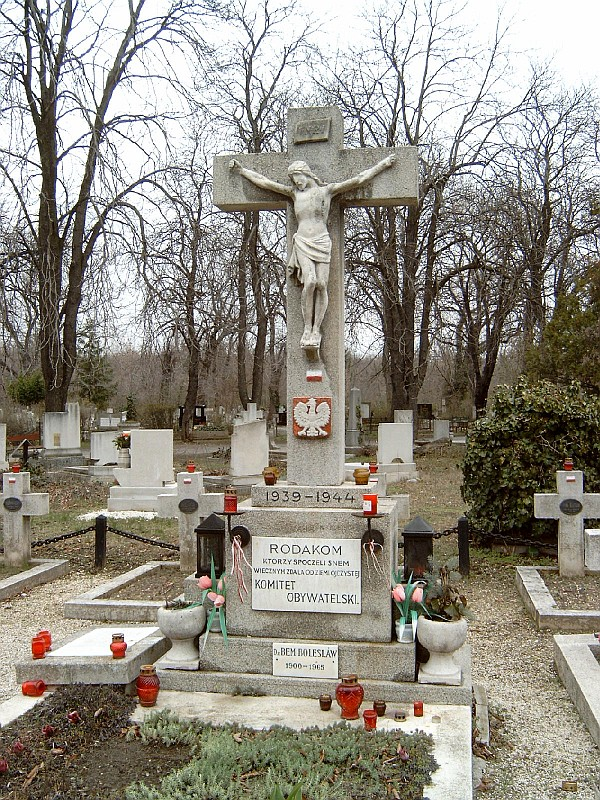
Polnische Soldatengräber
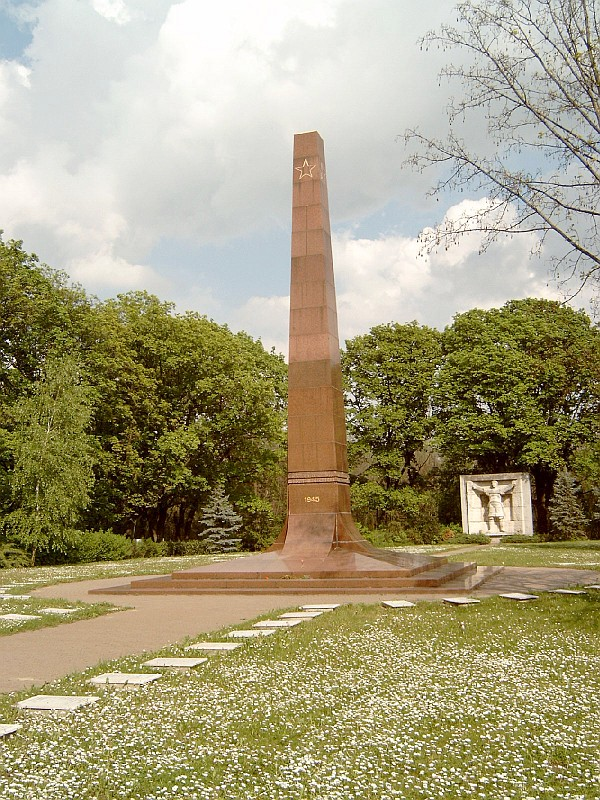
Sowjetische Soldatengräber
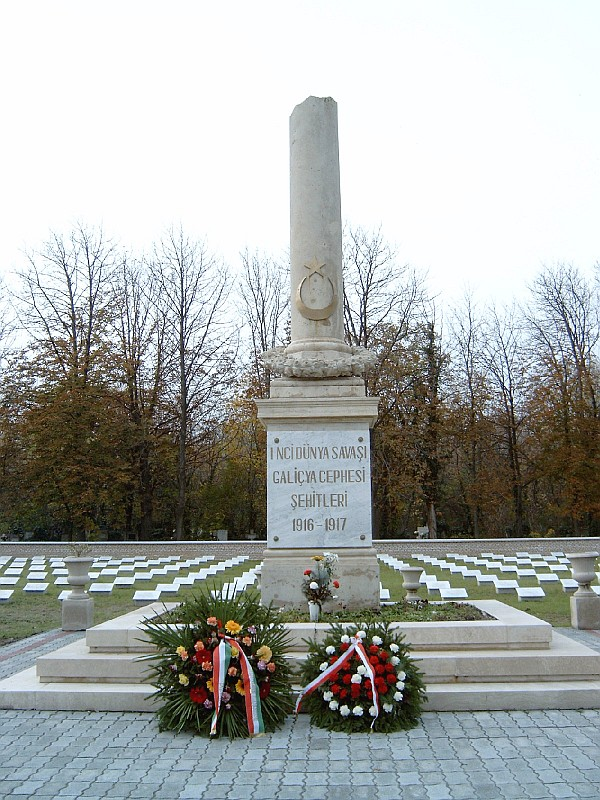
Türkische Soldatengräber
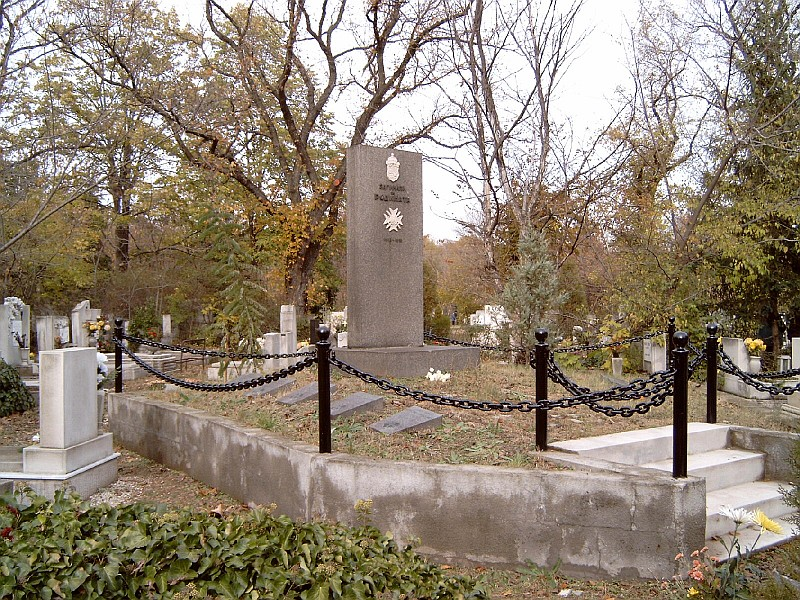
Bulgarische Soldatengräber

## Einzelgräber

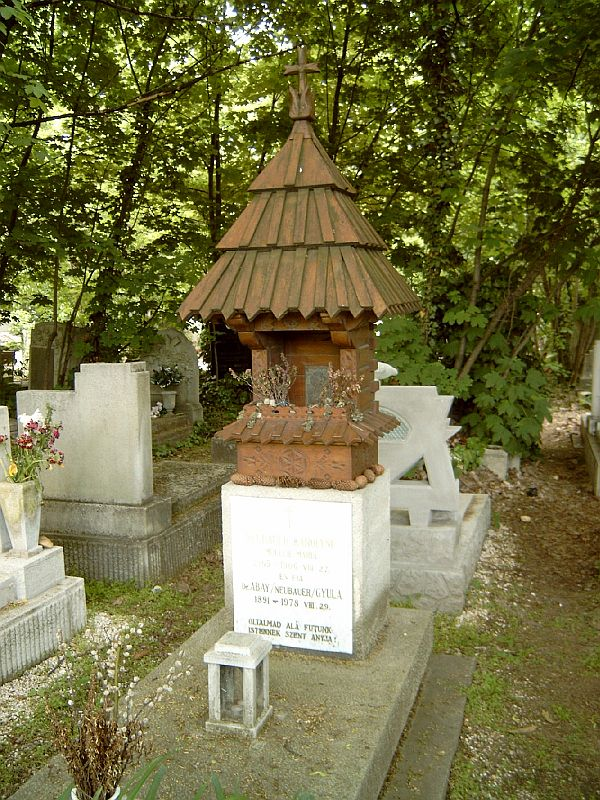
Gyula Abay (bis 1943 Neubauer)
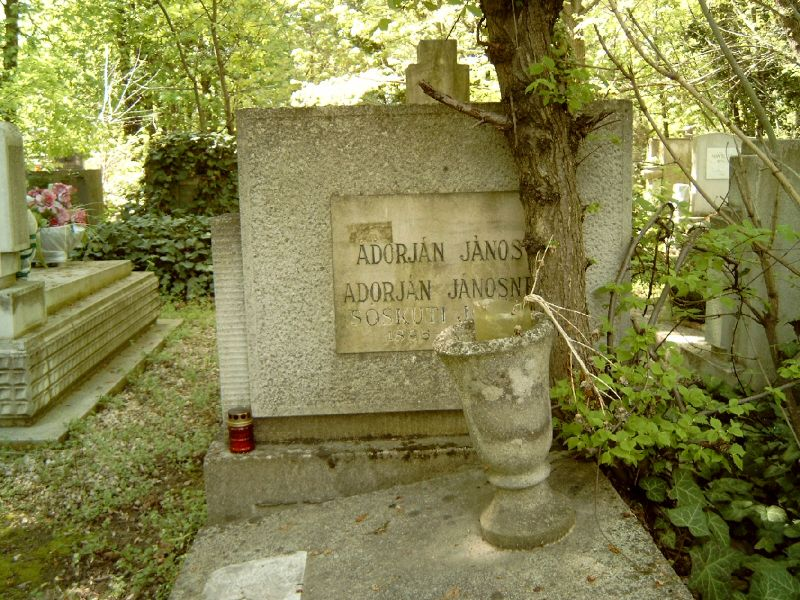
János Adorján, Luftfahrtpionier
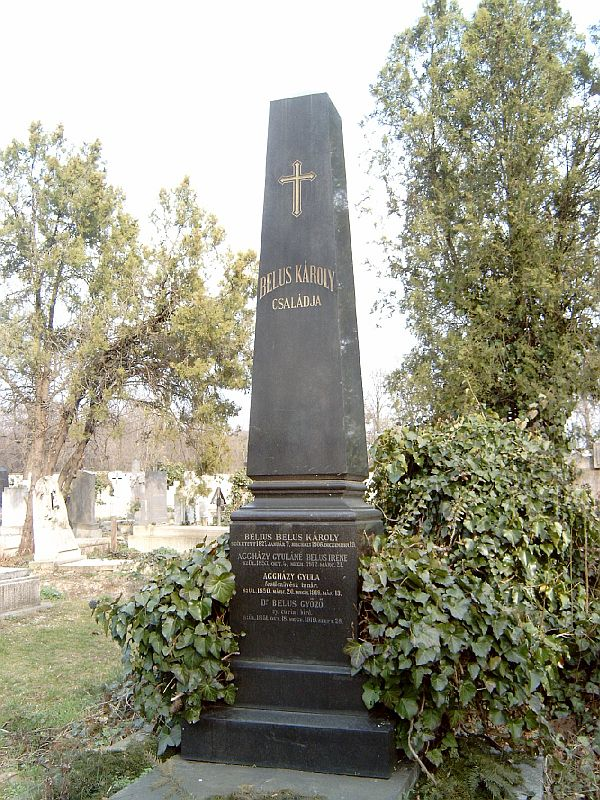
Gyula Aggházy, Maler und Lehrer
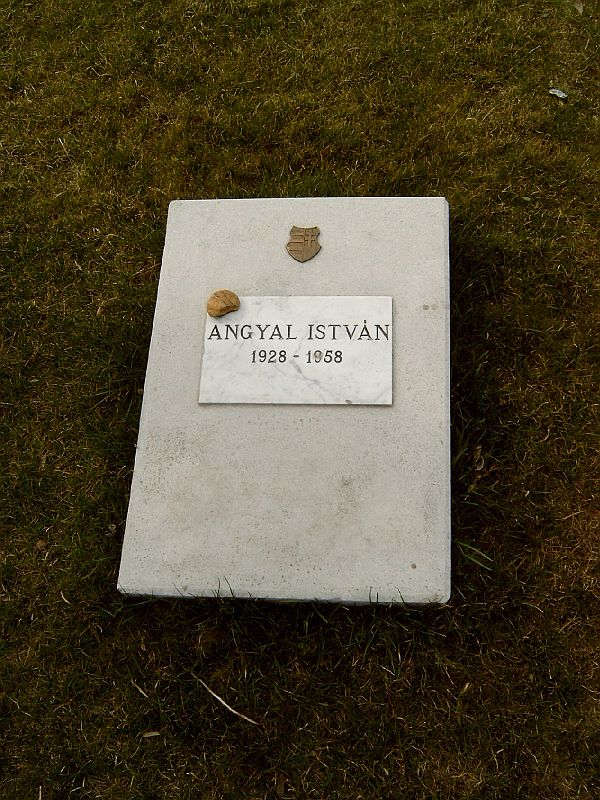
István Angyal, Revolutionär von 1956
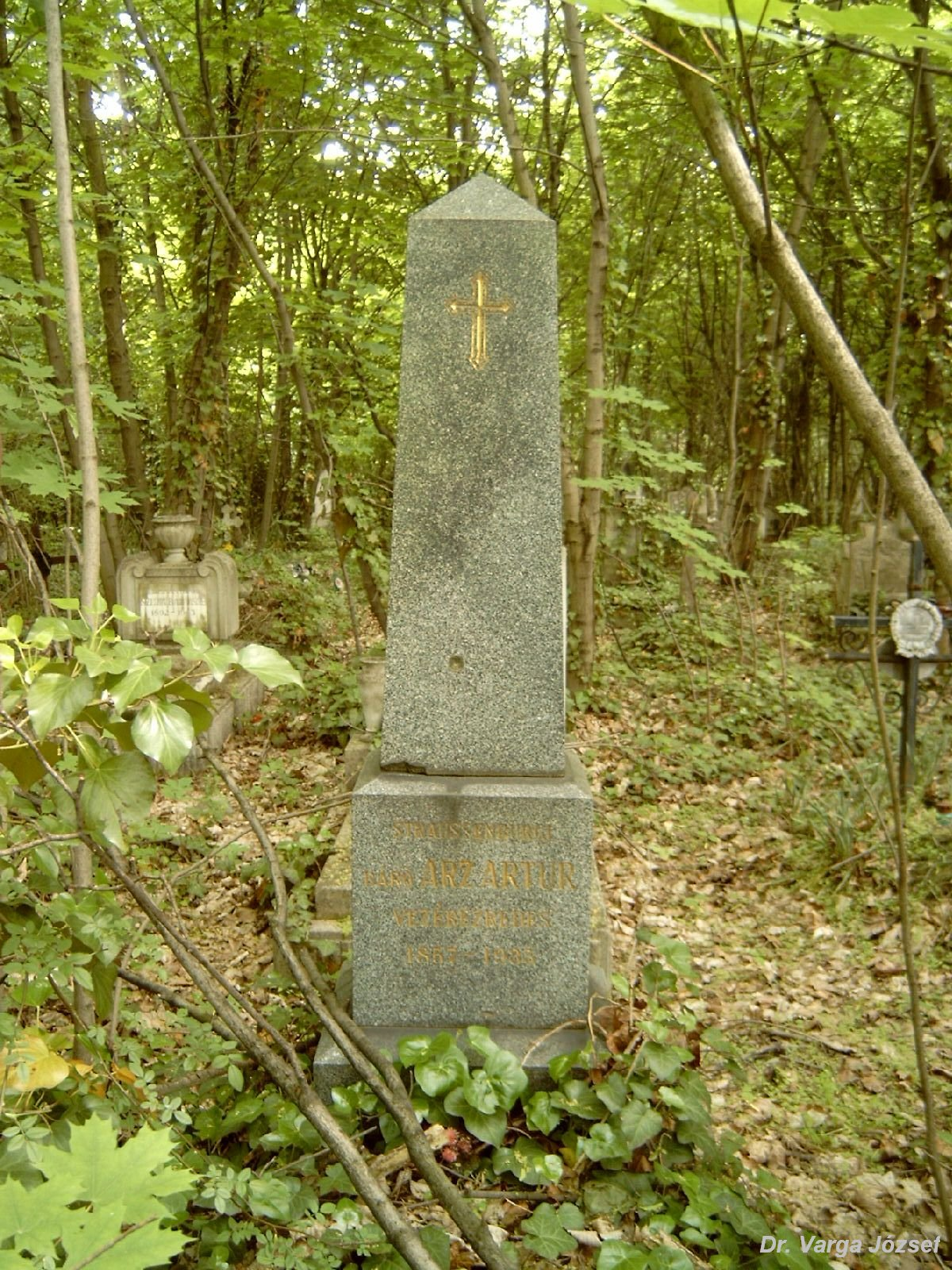
Arthur Freiherr Arz von Straußenburg, letzter Generalstabschef Österreich-Ungarns
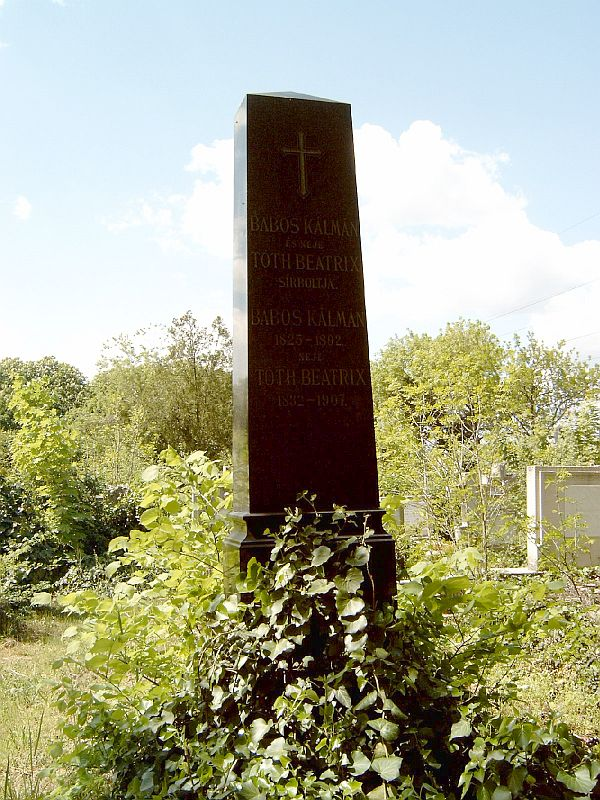
Kálmán Babos, Jurist
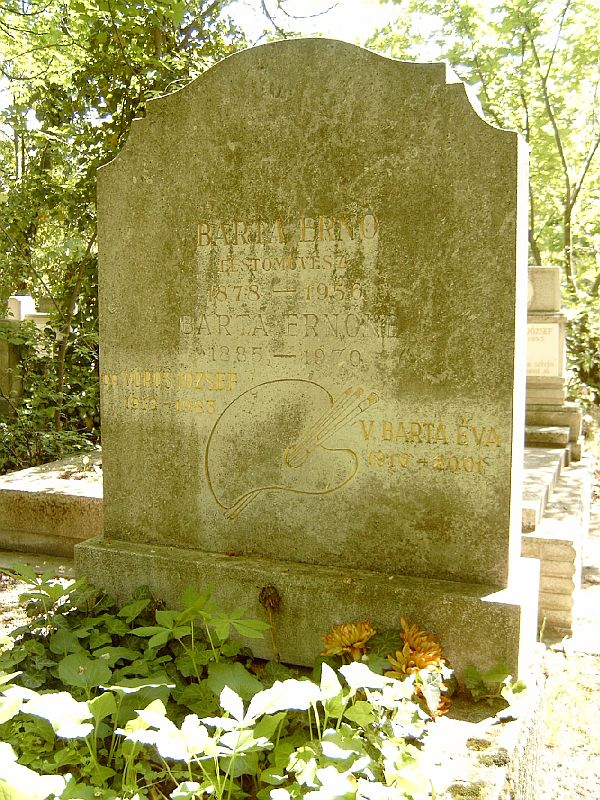
Ernő Barta, Maler
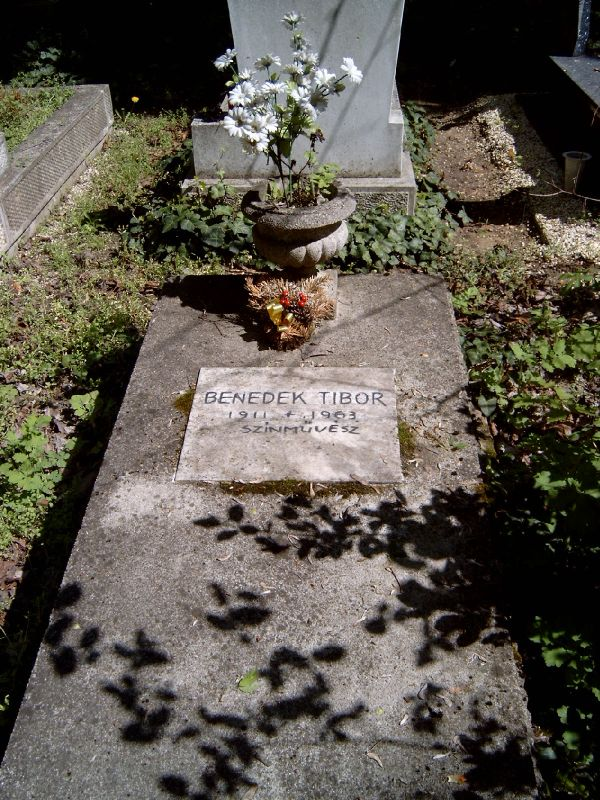
Tibor Benedek, Schauspieler
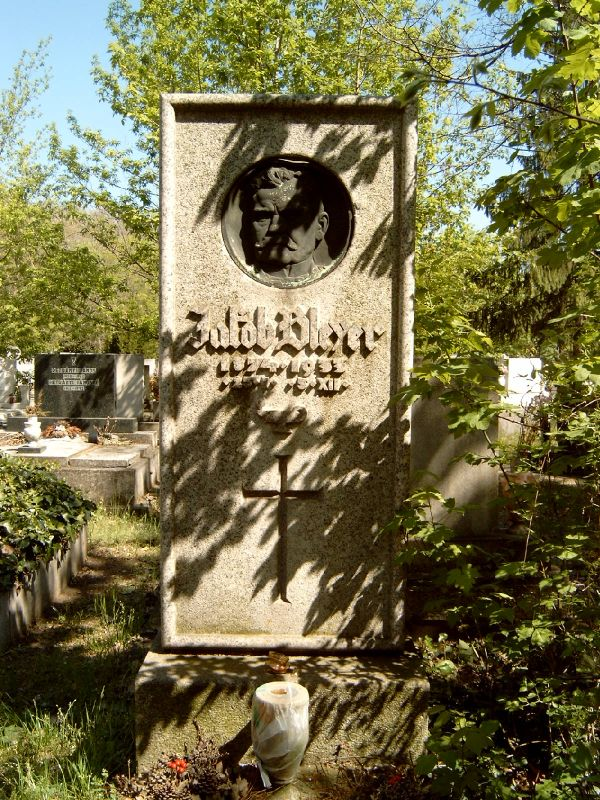
Jakob Bleyer, Minister für nationale Minderheiten 1919 bis 1920
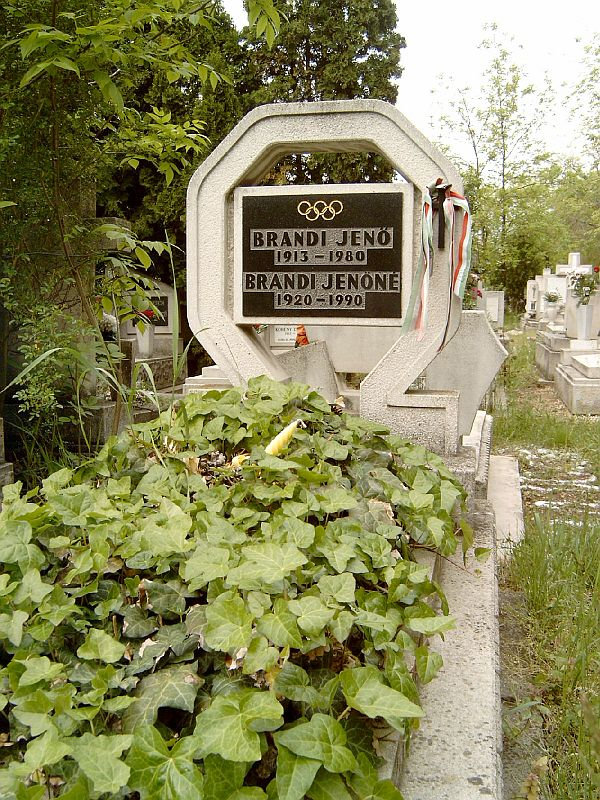
Jenő Brandi, Wasserballspieler und Olympiasieger
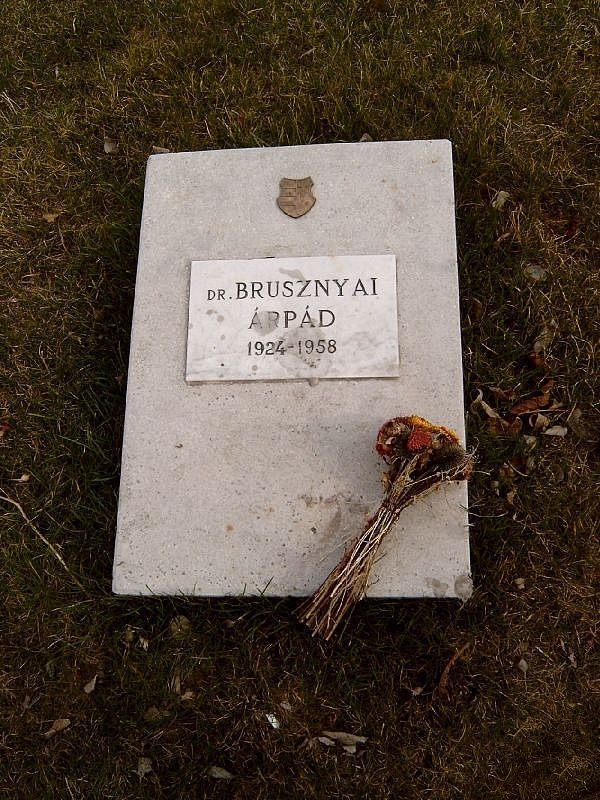
Árpád Brusznyai, Revolutionär von 1956
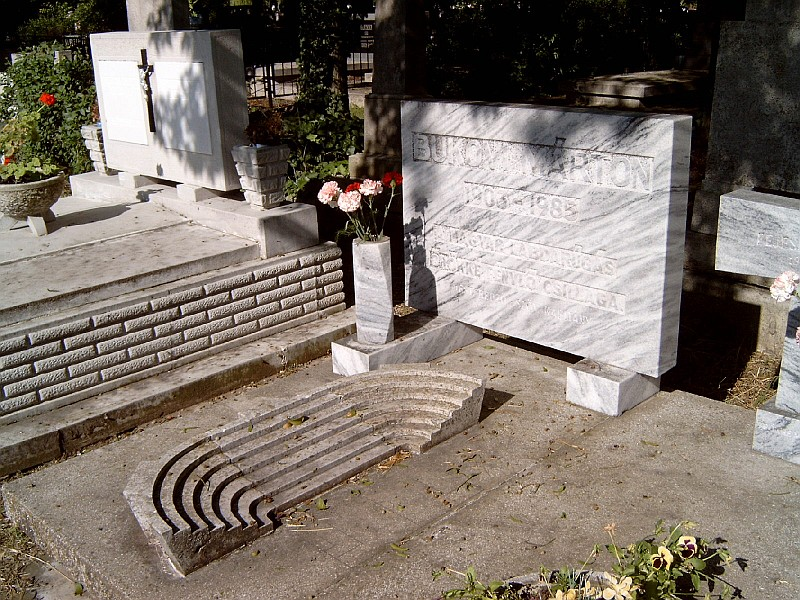
Márton Bukovi, Fußballspieler und Fußballtrainer
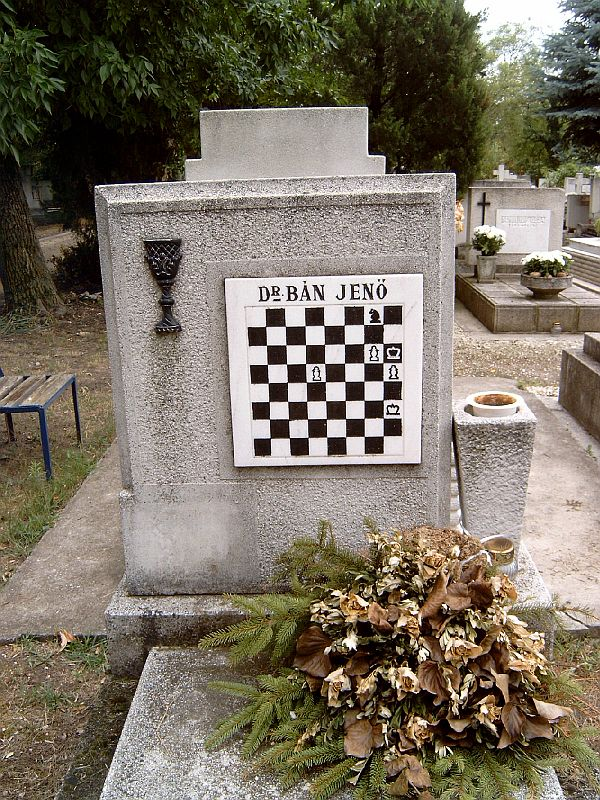
Jenő Bán, Schachspieler
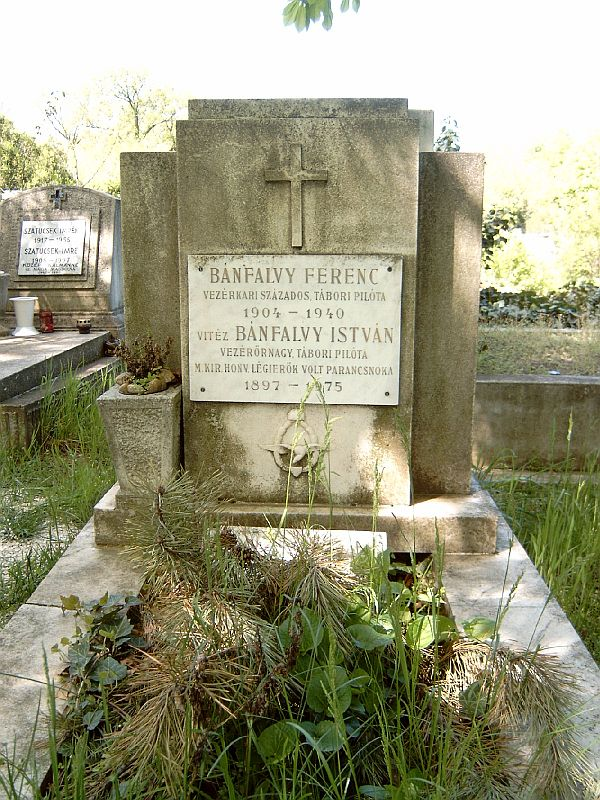
István Bánfalvy, Generalmajor der Luftwaffe
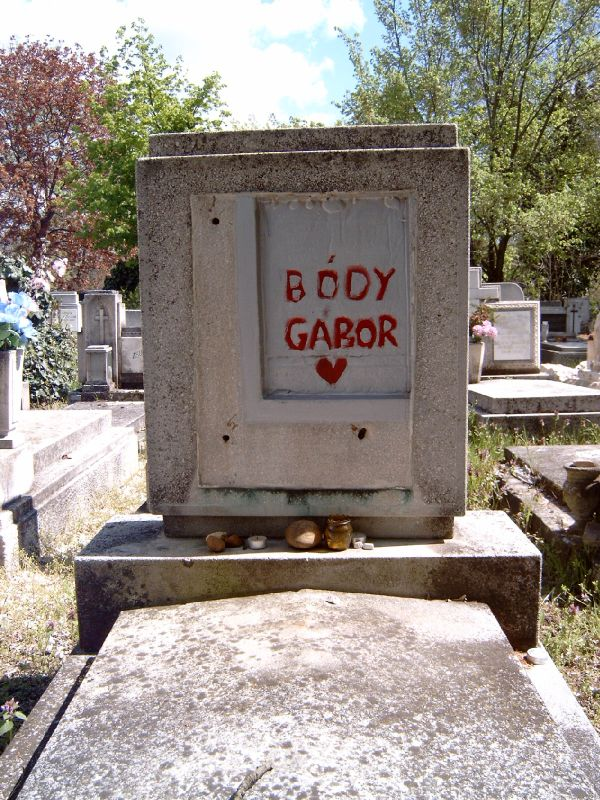
Gábor Bódy, Schauspieler, Drehbuchautor und Regisseur
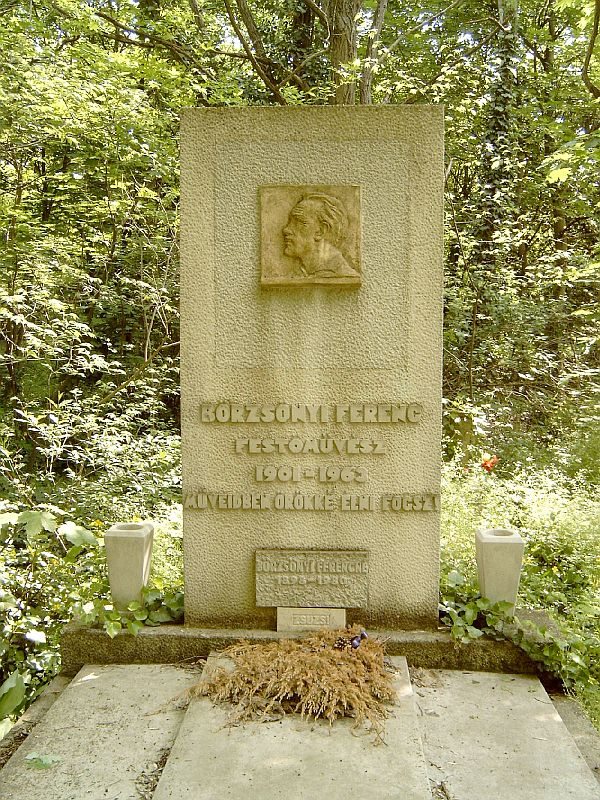
Ferenc Börzsönyi Kollarits, Maler
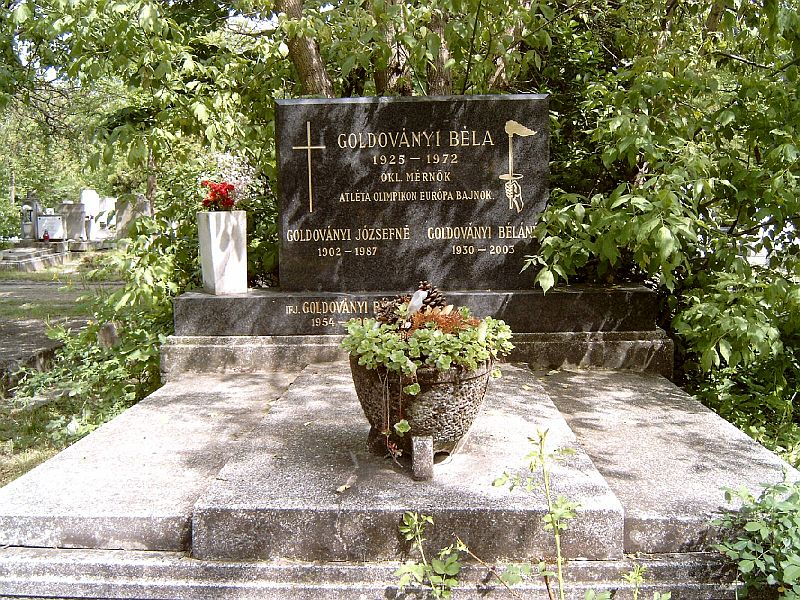
Béla Goldoványi, Sprinter und Europameister
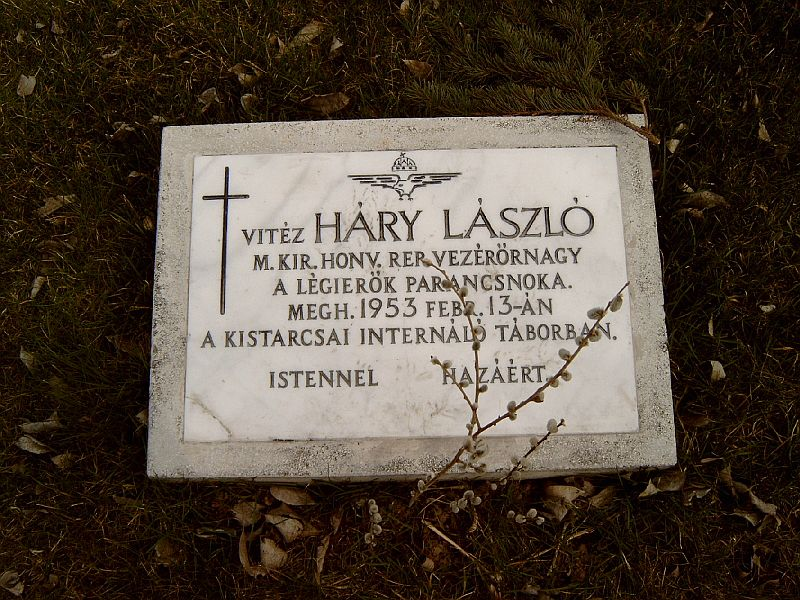
László Háry, Generalmajor der Königlichen Luftwaffe
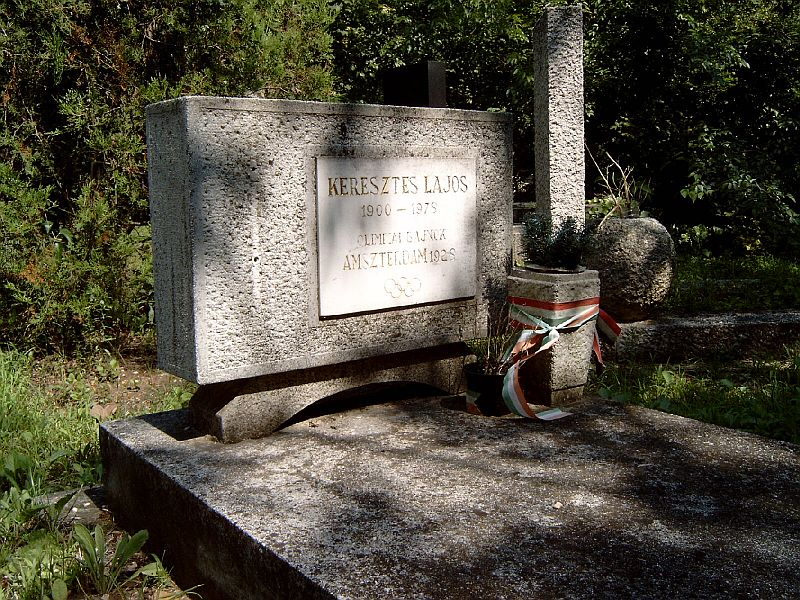
Lajos Keresztes, Ringer und Olympiasieger
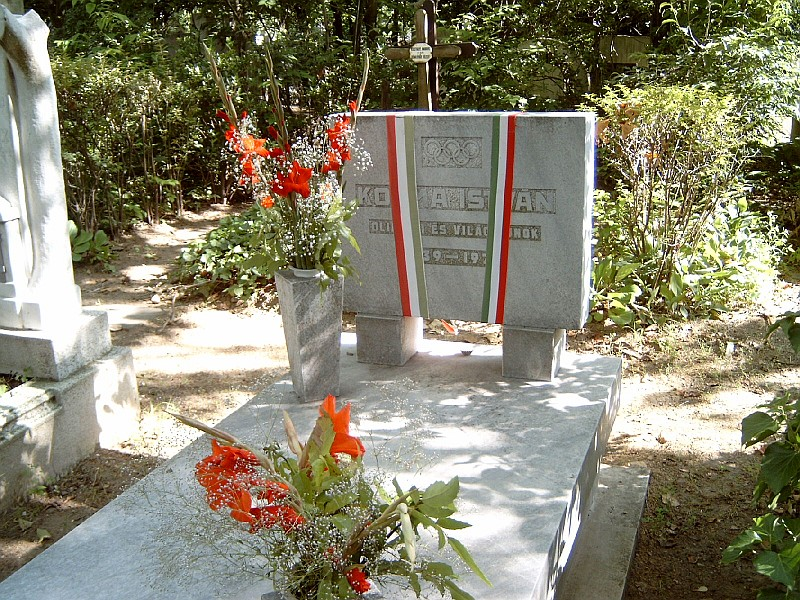
István Kozma, Ringer und Olympiasieger
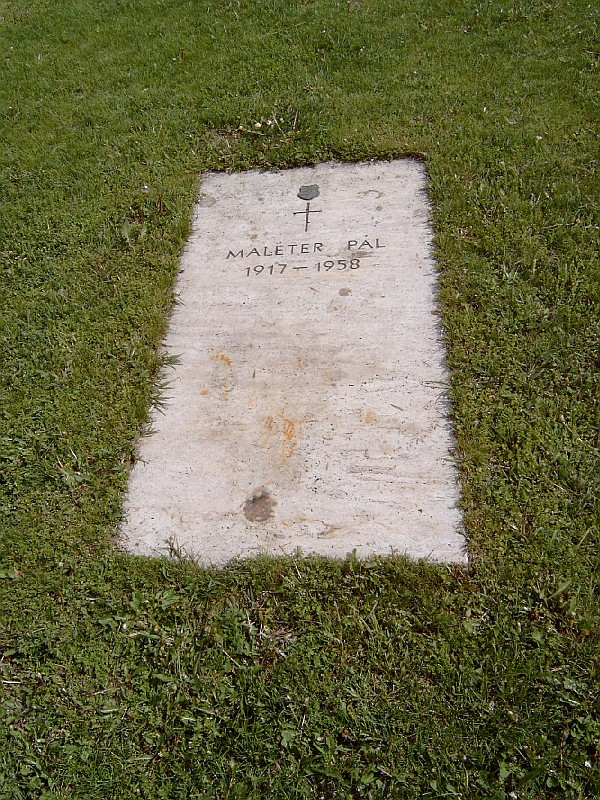
Pál Maléter, Oberst der Armee während des Volksaufstandes 1956
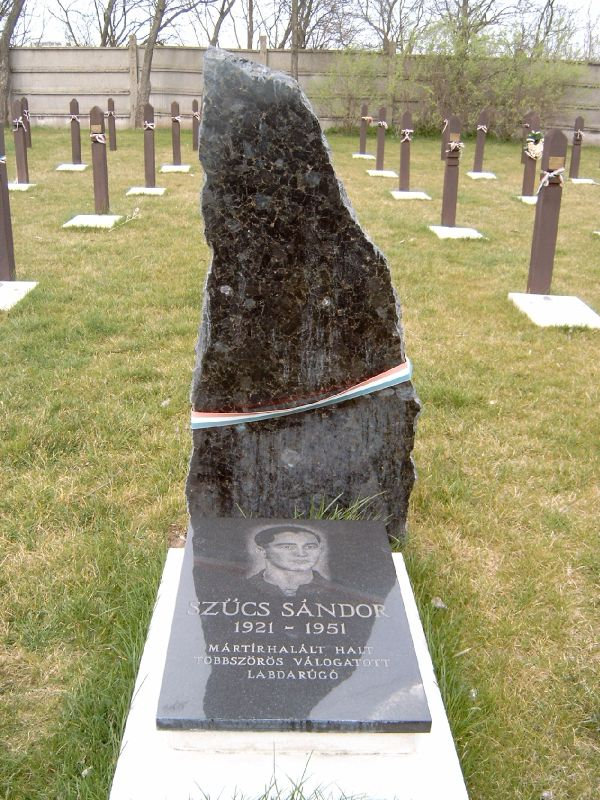
Sándor Szűcs, Fußballnationalspieler, 1951 hingerichtet
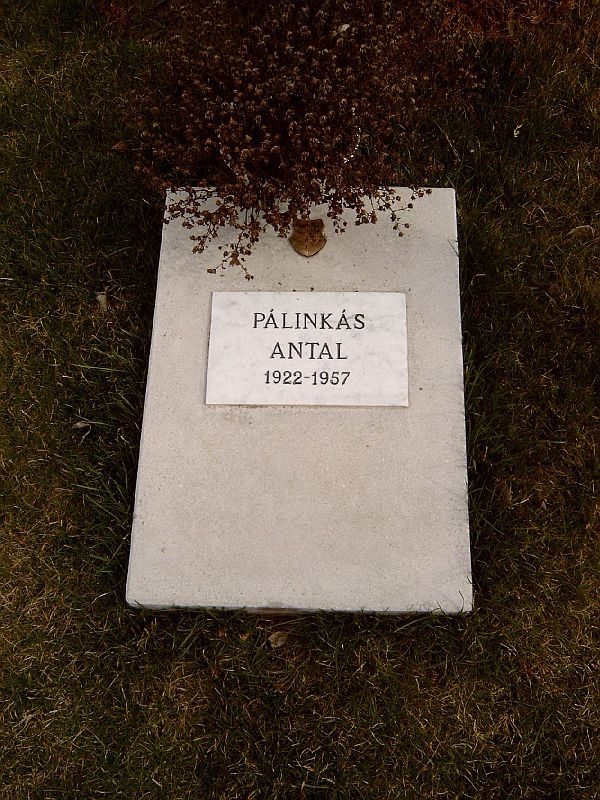
Grab von Anton Pallavicini (alias 'Pálinkás')